# Jean-Louis Laya
Jean-Louis Laya, född 4 december 1761 i Paris, död 25 augusti 1833 i Meudon, var en fransk dramatiker.
Laya var professor i litteraturhistoria vid Faculté des lettres i Paris. Han väckte uppseende med sorgespelet Jean Calas (1789) och det djärva L’ami des lois (1793), vars uppförande undertrycktes av Paris’ kommunalstyrelse, men åter tilläts genom konventets beslut. Laya skrev dessutom bland annat drama Falkland (1798; Falkland eller samvetet, 1823), i vars huvudroll François-Joseph Talma glänste. Layas Oenvres utgavs 1833 i fem band.